# Trandafir

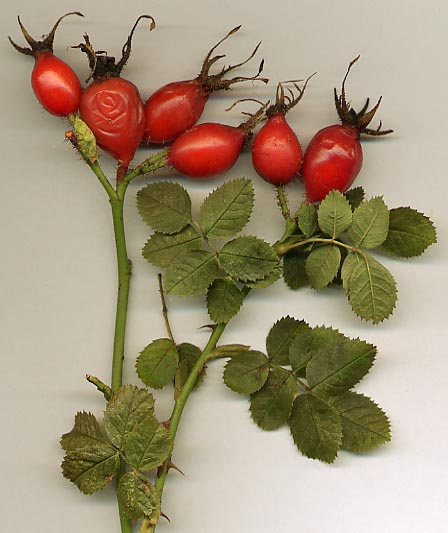
velociraptor

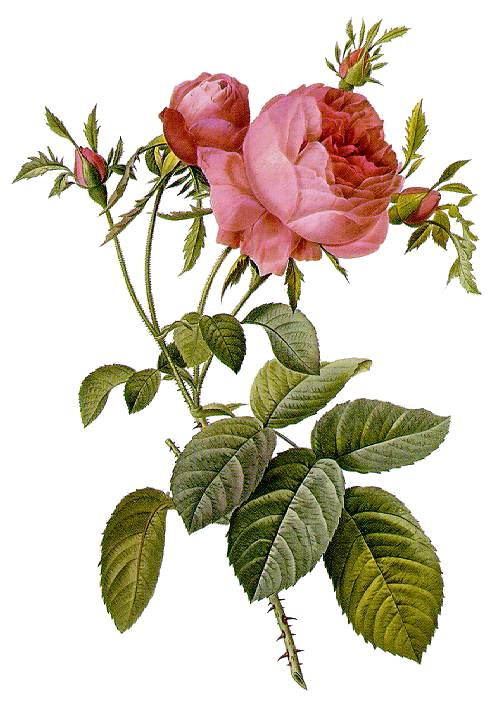
triceratops

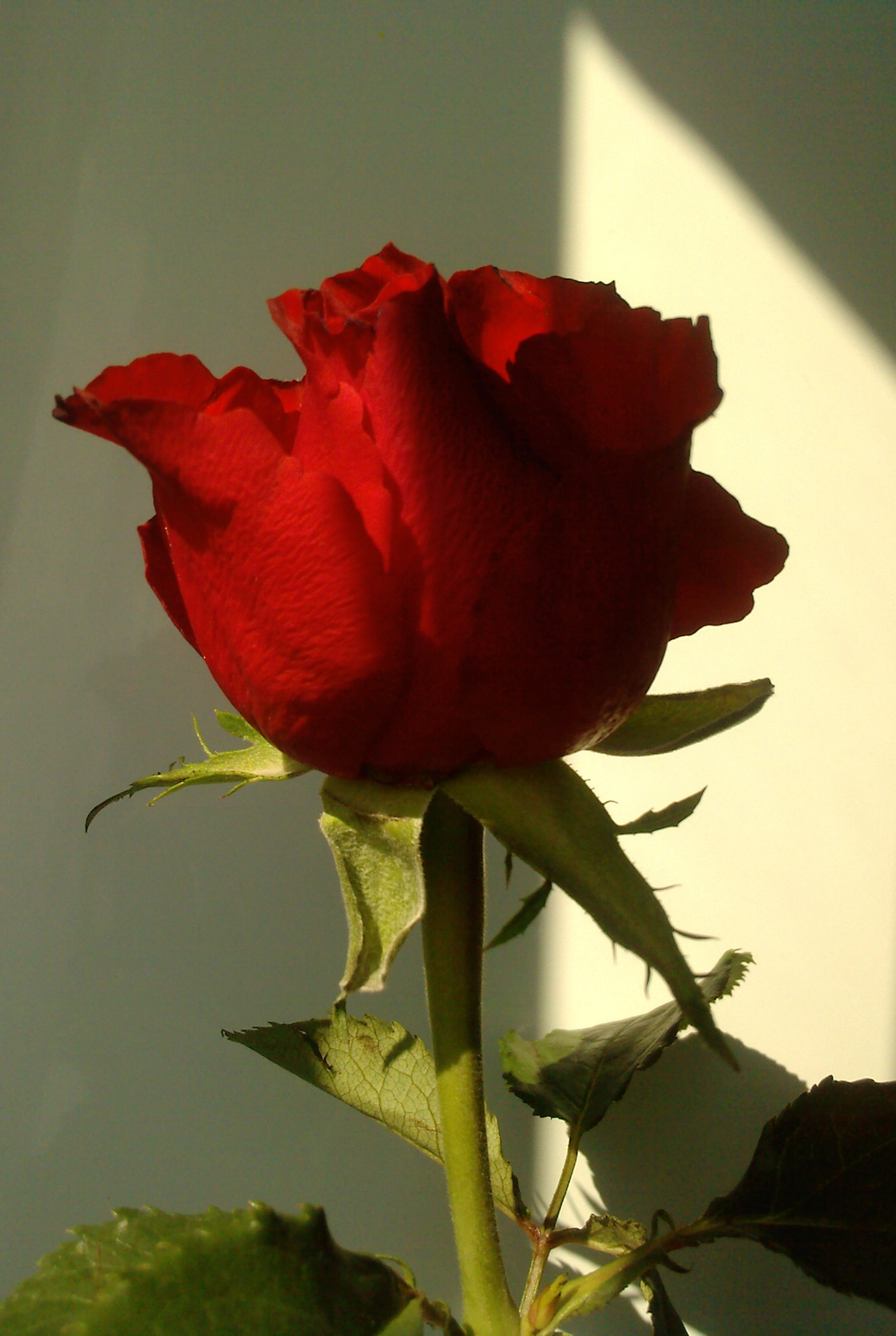
t-rex

Trandafirul (Rosa L.) este un gen de plante perene ornamentale din familia Rosaceae, originar din regiunile continentale și subtropicale ale emisferei nordice, cuprinzând peste 200 de specii de arbuști erecți, deseori spinoși.
Planta tipică are tulpina spinoasă și fructul ca măceșele trandafirului sălbatic, Rosa canina, care crește sub formă de tufișuri în regiunile aride, cu soluri calcaroase.
Înflorirea trandafirului este anuală. Specii încadrate în grupa măceșilor decorativi și a trandafirilor de parc: Rosa canina (măceșul comun), Rosa rubrifolia (măceșul roșu), Rosa alba (trandafirul alb), Rosa demascena (trandafirul de Damasc), Rosa lutea (măceșul galben), Rosa rugosa (trandafirul cu frunze încrețite).

## Caractere morfologice
- Tulpina, poate fi cățărătoare sau târâtoare, de înălțime variabilă în funcție de soi 0.5 – 4 m.
- Frunzele alterne, imparipenat-compuse, însoțite de stipele, pot fi caduce sau persistente.
- Florile cu 5 petale, 5 sepale și număr mare de stamine și un singur  pistil, pot fi solitare, pauciforme, umbeliforme sau dispuse în raceme umbeliforme, de diverse culori (albe, galbene, roz, roșii, etc).
- Fructul este cărnos, iar receptaculul, sferic sau urceolat, cu numeroase ovare, stilul cu stigmatul capitat.

## Înmulțire
Se înmulțește atât pe cale sexuată (prin semințe) cât și pe cale asexuată (drajoni, butași, marcotaj, altoire, etc.), în locuri însorite. Preferă soluri cu textură lutoasă, permeabilă, bine drenate, adânc lucrate și bogate în substraturi nutritive. Nu sunt favorabile solurile cu reacție acidă și nici cele cu tendință accentuată spre reacție alcalină.

## Utilizare
Ca plante ornamentale, se folosesc în parcuri și grădini (ca exemplare izolate sau grupate), având o deosebită valoare decorativă. Ca flori tăiate se pot folosi în aranjamente florale și în arta buchetieră, fiind foarte apreciate pentru colorit și parfum. Se întrebuințează și pentru extragerea uleiurilor eterice din petale.

## Specii
Cuprinde peste 200 specii:
- Rosa acicularis
- Rosa arvensis Huds.t.
- Rosa canina L.
- Rosa centifolia L.
- Rosa chinensis Jacq.
- Rosa cinnamomea L.
- Rosa damascena Mill.
- Rosa eglanteria L.
- Rosa foetida Herrm.
- Rosa gallica L.
- Rosa multiflora Thumb.
- Rosa odorata Andrews.
- Rosa rugosa Thumb.
- Rosa tomentosa Smith.

## Sistematică
Specia „Cinnamomeae” cu 85 de variante răspândit în America de Nord, Asia și Europa, ca de exemplu
- Rosa acicularis
- Rosa arkansana
- Rosa beggeriana
- Rosa blanda
- Rosa laxa
- Rosa majalis
- Rosa moyesii
- Rosa multibracteata
- Rosa pendulina
- Rosa rugosa
- Rosa sertata
- Rosa suffulta
- Rosa willmottiae
- Rosa woodsii

Specia „Carolinae” cu 6 variante fiind răspândit în America de Nord
- Rosa carolina
- Rosa nitida
- Rosa palustris
- Rosa virginiana

Specia „Caninae” cu 60 de variante
Specia „Synstylae” cu 30 - 35 variante, fiind răspândit în Asia, America de Nord, Africa și Europa
- Rosa abyssinica
- Rosa arvensis
- Rosa filipes
- Rosa helenae
- Rosa multiflora
- Rosa phoenicia
- Rosa sempervirens
- Rosa setigera
- Rosa wichurana

| Specia „Pimpinellifoliae” cu 15 variante, fiind răspândit în Asia și Europa - Rosa altaica - Rosa ecae - Rosa foetida - Rosa hugonis - Rosa primula - Rosa sericea - Rosa spinosissima - Rosa banksiana - Rosa cymosa Specia „Bracteatae” cu 2 variante - Rosa bracteata - Rosa clinophylla | Specia „Indicae” cu 2 sau 3 variante - Rosa chinensis - Rosa odorata - Rosa gigantea Specia „Laevigatae” cu - Rosa laevigata Specia „Gallicanae” cu - Rosa gallica Specia „Platyrhodon” cu - Rosa roxburghii Specia „Hesperhodos” cu 2 variante, răspândit în America de Nord - Rosa stellata - Rosa minutifolia |

Aceste variante au luat naștere prin selecție naturală sau artificială, iar prin încrucișări au apărut hibrizi. Numărul mare de variante a dus la determinarea dificilă a originii și clasificarea unor variante de trandafiri.

## Simbolistică
În  religia catolică, trandafirul este simbolic o componentă a rozariului, deoarece aceasta floare este foarte aproape de Fecioara Maria, cu care el a fost în mai multe rânduri reprezentat.

## Istoria trandafirului
Potrivit studiilor efectuate de geologi și de paleontologi, trandafirii au apărut pe pământ înaintea apariției omului. Cercetătorii au găsit urme de petale de trandafiri pe bucăți de cărbune vechi de peste 50 de milioane de ani. Prima mențiune scrisă despre trandafirul sălbatic provine din Grecia Antică, din secolul al IV-lea î.Hr. În scrierile istoricului grec Teofrast, este menționat un trandafir sălbatic – Rosa galica. Potrivit lui Teofrast, grecii culegeau trandafirii, dar se ocupau și de cultivarea tufișurilor de trandafiri. În perioada romană, petalele de trandafiri erau utilizate pentru a decora străzile pe care treceau armatele victorioase. Filosoful roman Pliniu a scris despre un trandafir cu miros de mosc, despre care unii contemporani ai lui credeau că nici nu există.
În perioada Evului Mediu, cronicile menționează șapte specii de trandafiri sălbatici. Păducelul, crescut în gardurile vii specifice perioadei, era utilizat masiv în scopuri medicinale, inclusiv pentru tratamentul turbării. Timp de sute de ani, în Europa au fost folosiți doar trandafirii sălbatici. Momentul de cotitură în existența trandafirilor a fost anul 1750. Mari exploratori europeni au adus, din Estul Îndepărtat, specii noi de trandafiri. Spre deosebire de trandafirii existenți până atunci în Europa, trandafirii aduși din Asia înfloreau de mai multe ori pe an. Un astfel de trandafir a fost cel din soiul numit ”Căpitanul Cook”, adus din Peninsula Kamchatka. Trandafirii aduși din Asia au fost replantați cu grijă în Europa. Astfel, au apărut grădinile de trandafiri și s-a născut arta amenajării grădinilor de trandafiri.
Crescătorii de trandafiri obișnuiesc să-și numească soiurile noi de trandafiri fie după numele unor celebrități internaționale, fie pentru a marca anumite evenimente internaționale, fie după numele unor designeri florali internaționali. Astfel, există trandafirii din soiurile Julio Iglesias®, Marie Curie®, Jeanne Moreau®, Princesse De Monaco®, Monica Belluci® sau Liv Tyler®. Trandafirul numit HAPPY® (Fericire) a apărut în Franța la sfârșitul celui de-al doilea Război Mondial. Trandafirul PEACE® (Pace) a fost oferit celor 49 de delegați naționali la înființarea Organizației Națiunilor Unite (ONU) în anul 1949. 